# Balkh Airlines
Balkh Airlines là hãng hàng không tồn tại trong thời gian ngắn có trụ sở chính tại Mazar-i-Sharif, Afghanistan. Từ năm 1996 đến năm 1997, hãng khai thác các chuyến bay chở khách ra khỏi Sân bay Mazar-i-Sharif bằng một chiếc Boeing 727-100, hòng cạnh tranh với hãng Ariana Afghan Airlines.
Công ty được thành lập nhằm phục vụ nhu cầu của Tướng Abdul Rashid Dostum, lãnh chúa người Uzbekistan cai trị miền bắc Afghanistan vào thời điểm đó.